# Pleșoiu
Pleșoiu is een Roemeense gemeente in het district Olt.
Pleșoiu telt 3378 inwoners.